# Wohn- und Geschäftshäuser Borsbergstraße 23–33/16–32

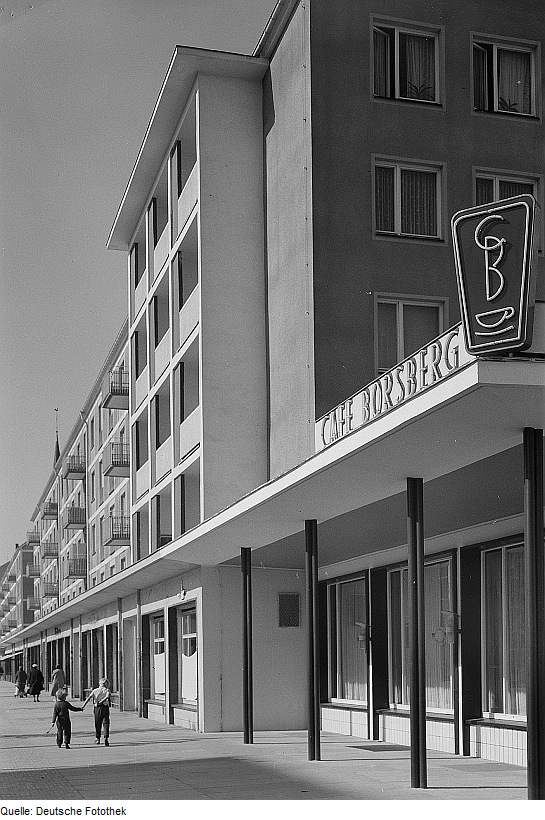
Borsbergstraße mit Café Borsberg an der Ecke

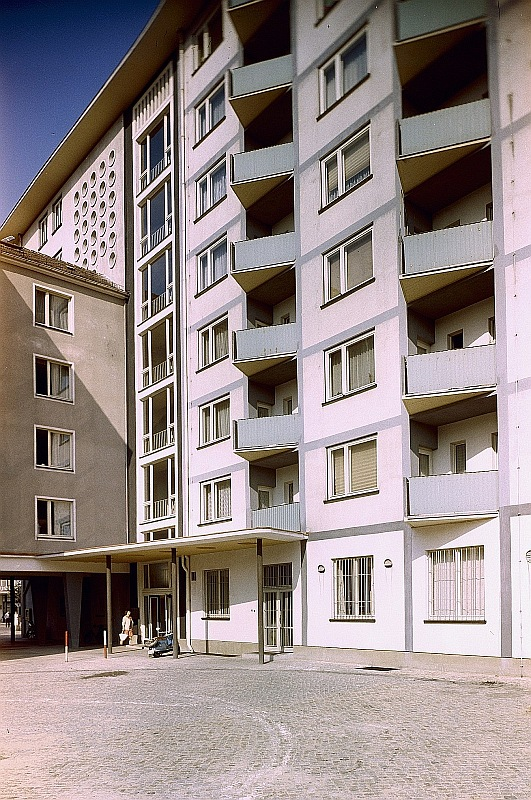
Dreieckig herausragende Balkone am Appartementhochhaus Borsbergstr. 32

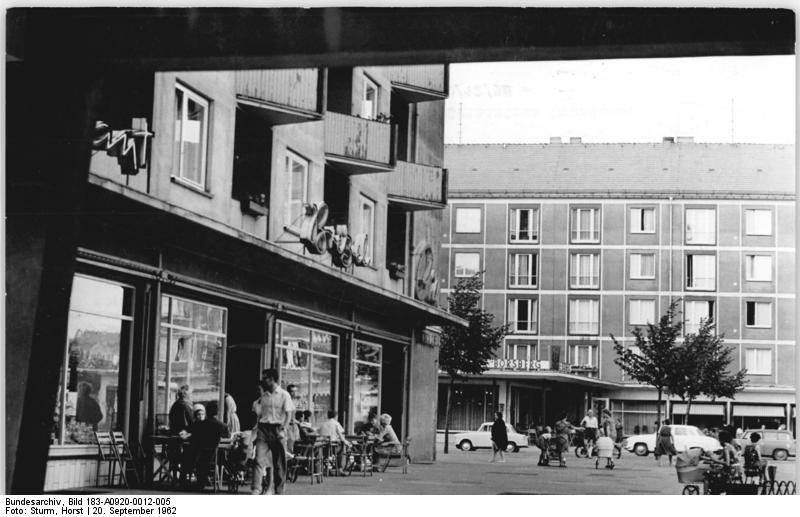
Schaufassade des Appartementhochhauses gegen die Müller-Berset-Straße

Die Wohn- und Geschäftshäuser Borsbergstraße 23–33/16–32 bilden einen denkmalgeschützten Gebäudekomplex in Dresden, der von 1955 bis 1958 nach Entwürfen von Herbert Schneider (Städtebau), Wolfgang Hänsch, Gottfried Kintzer und Gerd Dettmar errichtet worden ist. 

## Einschätzung
Der Bau dieser Gebäude stellte den „Beginn der Großblockweise“ in Dresden dar und belegt laut Beate Lüsch, dass industrialisiertes Bauen nicht zwingend „Uniformität und Ausdruckslosigkeit“ bedeuten muss. Die Errichtung des Komplexes  gilt als Beispiel für den Beginn der künstlerischen Art und Weise des industrialisierten Bauens in der DDR in den 1960er-Jahren. Dennoch wurde die Farbgebung der Baukörper und die Technologie der Bauweise kritisiert. So wurde die Bauart wegen ihres „technizistischen Charakters“ mit „kapitalistischer Architektur“ verglichen.

## Beschreibung

### Wohn- und Geschäftshäuser
Auf der Nordseite der Borsbergstraße wurden zwei langgestreckte, fünfgeschossigen Wohngebäude mit Satteldächern errichtet, die jeweils von Durchgängen unterbrochen werden. Sowohl am östlichen wie auch am westlichen Ende der Bebauung wurde der Häuserblock etwas zurückgesetzt, wodurch sich die Fußgängerzone vergrößerte. Die Fassaden der Gebäude wurden mit farbigem Edelputz und Latexanstrich, einem geometrischen, farblich abgesetztem Muster und einer reliefartigen Paneelkonstruktion versehen. Im Erdgeschoss der Wohngebäude befinden sich vorgestellte Läden. Die langen und ungegliederten Satteldächer schließen nach einem schmalen Gesims an die Fassade an.

### Appartementhochhaus
Ein achtgeschossiges Appartementhochhaus mit Flachdach und dreieckig herausragenden Balkonen befindet sich am östlichen Ende der Borsbergstraße 32. Da dieses quer zu den Wohnhäusern steht, bildet es den räumlichen Abschluss. Das Hochhaus an der Borsbergstraße wurde als Wiederverwendungsprojekt an unterschiedlichen Stellen der Stadt erbaut, so an der Striesener Straße. Eine vertikale Gliederung, aufgelöste Erdgeschosszone, eine auskragende Dachplatte und das Übereinanderstellen der dreieckigen Balkone sind das Kennzeichen des Hochhauses. Die ursprünglichen Farben waren Gelb und Taubenblau für die Fassade und Rot für die Giebel. Sie sollten dem Gebäudekomplex eine „eigene, heitere Note“ geben.